# Храм Камах'я

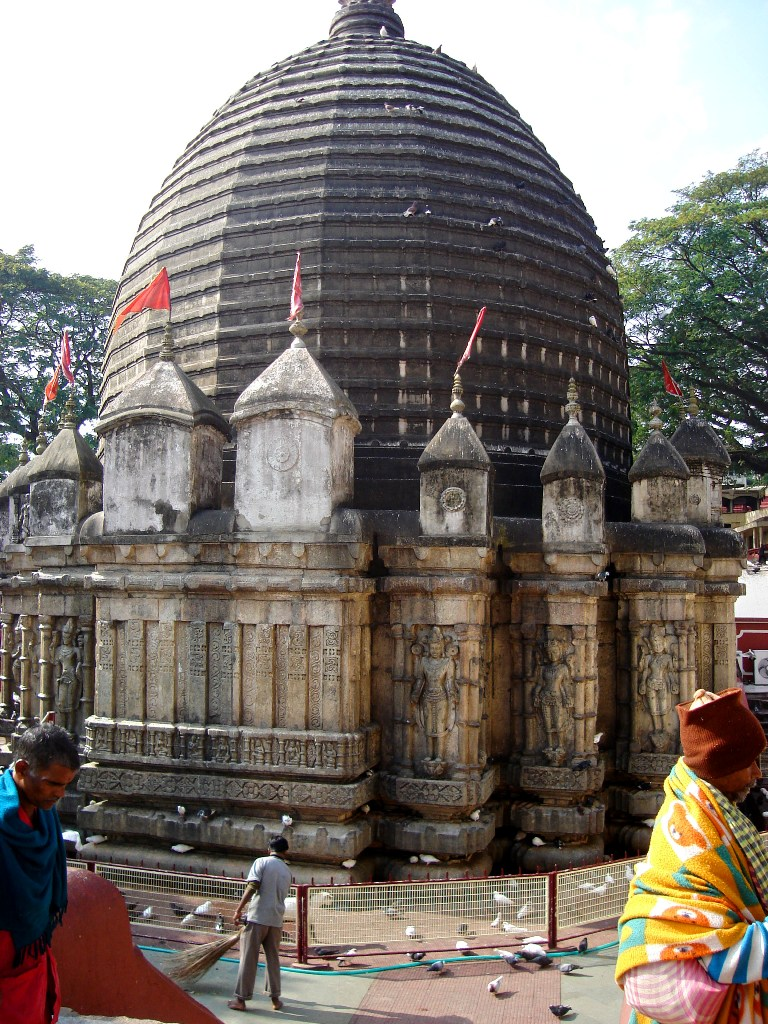
Ґарбгаґріга храму Камах'я. Адгістана (основа) і бада (боки) кам'яного храму періоду Камарупи, до якого в період Коха були додані цегляні шикхара та анґашіхара.

Храм Камах'я на пагорбах Нілачал у Ґувахаті, Ассам, є одним із найстаріших і найбільш шанованих центрів тантричних практик, присвячених богині Камах'ї. Храм є центром Кулачара Тантра Марґа та місцем проведення Амбубачі Мела, щорічного фестивалю, який святкує менструацію богині. Конструктивно храм датується 8-9 століттям з багатьма наступними перебудовами — і остаточна гібридна архітектура визначає місцевий стиль під назвою Нілачал. Це також одна з найстаріших 4 з 51 пітхи у традиції Шакта. Невідоме місце поклоніння протягом більшої частини історії воно стало важливим пунктом паломництва, особливо для вихідців з Бенгалії, у 19 столітті під час колоніального панування.
Спочатку автохтонне місце поклоніння місцевій богині, де основне поклоніння аніконічній йоні, встановленій у природному камені, триває до сьогодні, храм Камах'я став ототожнюватися з державною владою, коли спочатку його протегувала династія Млечха Камарупа, а потім і Палас, Кох і Ахом. Каліка Пурана, написана під час правління Пала, пов'язувала Нараку, легітимного прабатька царів Камарупи, з богинею Камах'єю, яка представляла регіон і королівство Камарупа.
Було припущено, що історично поклоніння розвивалося в три фази: йоні під керівництвом Млечх, йогіні під керівництвом Палас і Магавідьї під керівництвом Кохів. Головний храм оточений комплексом окремих храмів, присвячених десяти Махавідьям шактизму, а саме: Калі, Тара, Тріпурасундарі, Бгуванешварі, Бгайраві, Чгіннамаста, Дгумаваті, Баґаламукі, Матанґі та Камалатміка. Серед них Тріпурасундарі, Матанґі та Камала живуть у головному храмі, тоді як інші семеро живуть в окремих храмах. Храми для окремих Магавідій разом як групи, як це знайдено в комплексі, є рідкісним і незвичайним.
У липні 2015 року Верховний суд Індії передав управління храмом від Дебюттерської ради Камах'ї до Бордеурі Самадж.

## Опис

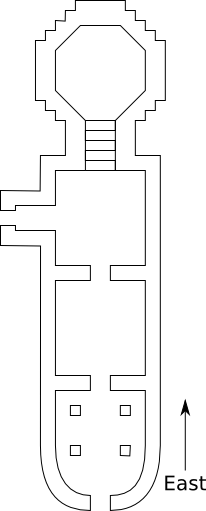
План храму Камах'я — чотири зали, зверху вниз: ґарбгаґріга, каланта, панчаратна та нрітья-мандапа.

Нинішня споруда храму і скульптури, вирізьблені в скелі, розкидані в околицях, вказують на те, що храм багато разів будувався і реконструювався в період 8-9, 11-12, 13-14 століть і навіть пізніше. Сучасна форма, починаючи з 16-го століття, породила гібридний місцевий стиль, який іноді називають типом Нілачал: храм із напівсферичним куполом на хрестоподібній основі.

### ШикхараіҐарбгаґріга
Шікхара над ґарбгаґрігою має план панчаратха, яка спирається на цоколь, подібний до храму Сур'я в Тезпурі. На верхівці цоколів є дадо пізнішого періоду, які належать до типу Кхаджурахо або Центральної Індії, що складаються із заглиблених панелей, що чергуються з пілястрами. На панелях є чудові скульптури Ґанеші та інших індуїстських богів і богинь. Хоча нижня частина кам'яна, шикхара у формі багатокутного купола, схожого на вулик, зроблена з цегли, що характерно для храмів у Камрупі. Шікхара оточена кількома анґашікарами бенгальського типу чарчала у стилі мінаретів.
Внутрішнє святилище в шикхарі, Ґарбгаґріга, розташоване нижче рівня землі і складається не з зображення, а з тріщини у скелі у формі йоні (жіночого статевого органу):
«Ґарбгаґріга» невелика, темна, до неї ведуть вузькі круті кам’яні сходи. Усередині печери є кам’яна плита, яка спускається вниз з обох боків, стикаючись у западині, схожій на йоні завглибшки близько 10 дюймів. Це улоговина постійно наповнюється водою з підземного багаторічного джерела. Це западина у формі вульви, якій поклоняються як самій богині Камакх’я і вважають її найважливішою «пітхою» (обителлю) Деві.

### Каланта,ПанчаратнатаНатамандір
Храм складається з трьох додаткових камер. Першим на заході є каланта, квадратна камера типу атхала (подібна до храму Радга-Вінод у Бішнупурі). Вхід до храму, як правило, здійснюється через його північні двері, тобто дочала типу Агом. У ньому міститься невеликий рухомий ідол Богині, пізніша добудова, що пояснює назву. Стіни цієї кімнати містять скульптурні зображення Нар Нараяни, відповідні написи та інших богів.
Натамандіра простягається на захід від панчаратни з апсидальним завершенням і коньковим дахом у стилі Ранггар типу Агом. На його внутрішніх стінах є написи Раджесвара Сінґги (1759) і Ґаурінатха Сінґги (1782), які вказують на період, коли була побудована ця споруда. Зовнішня стіна має кам'яні скульптури більш раннього періоду, вбудовані в горельєф.

## Історія

### Місце Камах'я
Історики припускають, що храм Камах'я, ймовірно, був стародавнім місцем жертвоприношень для народів хасі та гаро, а назва походить від імені богині хасі, Ка Мейкха (буквально: стара двоюрідна сестра-мати); і ці твердження підтверджуються фольклором цих самих народів. Традиційні звіти з Каліка Пурани (10 століття) і Йогіні Тантри також записують, що богиня Камакх'я походить від Кірати і що поклоніння Камах'ї передує встановленню Камарупи (4 століття н. е.).

### Стародавній
Найдавніша історична династія Камарупи, Варманів (350—650 рр.), а також Сюаньцзан, китайський мандрівник VII ст., не згадують Камах'ю; і передбачається, що поклоніння, принаймні до того періоду, базувалося на Кіраті за межами брахманічної сфери. Хеваджра Тантра, одна з найдавніших буддійських тантр, ймовірно, з 8-го століття, містить посилання на Камарупу як пітху, тоді як перше епіграфічне повідомлення про богиню Камах'ю знайдено на пластинах Тезпур 9-го століття Ванамалавармадеви з Династія Млеччга. Мистецтвознавці припускають, що археологічні залишки та нижні шари храму вказують на більш давню споруду, яка могла бути 5-7 століттями. Важливість Камах'ї, яку надала їй династія Млеччга, свідчить про те, що вони або побудували, або реконструювали її. Судячи з ліпнини постаменту та бандгани, оригінальний храм був явно типу Нагара, можливо, стилю Малава.

### Середньовіччя
Існує традиція, що храм був зруйнований Калапагаром, генералом Сулеймана Каррані (1566—1572). Оскільки дата реконструкції (1565) передує можливій даті знищення, і оскільки відомо, що Калапагар не заходив так далеко на схід, тепер вважається, що храм був зруйнований не Калапагаром, а під час вторгнення Хусейна Шаха в королівство Камата (1498).
Кажуть, що руїни храму були виявлені Вішвасінґгою (1515—1540), засновником династії Кохів, який відродив поклоніння на цьому місці; але саме під час правління його сина, Нара Нараяна (1540—1587), реконструкція храму була завершена в 1565 році. Згідно з історичними записами та епіграфічними свідченнями, головний храм був побудований під наглядом Чіларая. Під час реконструкції використовувався матеріал з оригінальних храмів, які лежали розкидано, деякі з яких існують і сьогодні. Після двох невдалих спроб реставрації кам'яної шихари Мегамукдам, ремісник Коха, вирішив вдатися до цегляної кладки і створив нинішній купол. Зроблений майстрами та архітекторами, які більше знайомі з ісламською архітектурою Бенгалії, купол став цибулинним і напівсферичним, оточений анґашіхарами, натхненними мінаретом. Нововведення Мегамукдама — напівсферична шикхара над ратхою — стала його власним стилем, який отримав назву Нілачал, і став популярним серед Ахомів.
Банерджі (1925) записує, що структура Коха була добудована правителями королівства Ахом. із залишками попереднього храму Коха, ретельно збереженими. До кінця 1658 року ахомці під керівництвом короля Джаядхваджа Сінґги завоювали Камруп, і після битви при Ітахулі (1681) ахомці отримали безперервний контроль над храмом. Царі, які були прихильниками Шайвіту або Шакти, продовжували підтримувати храм, перебудовуючи та оновлюючи його.

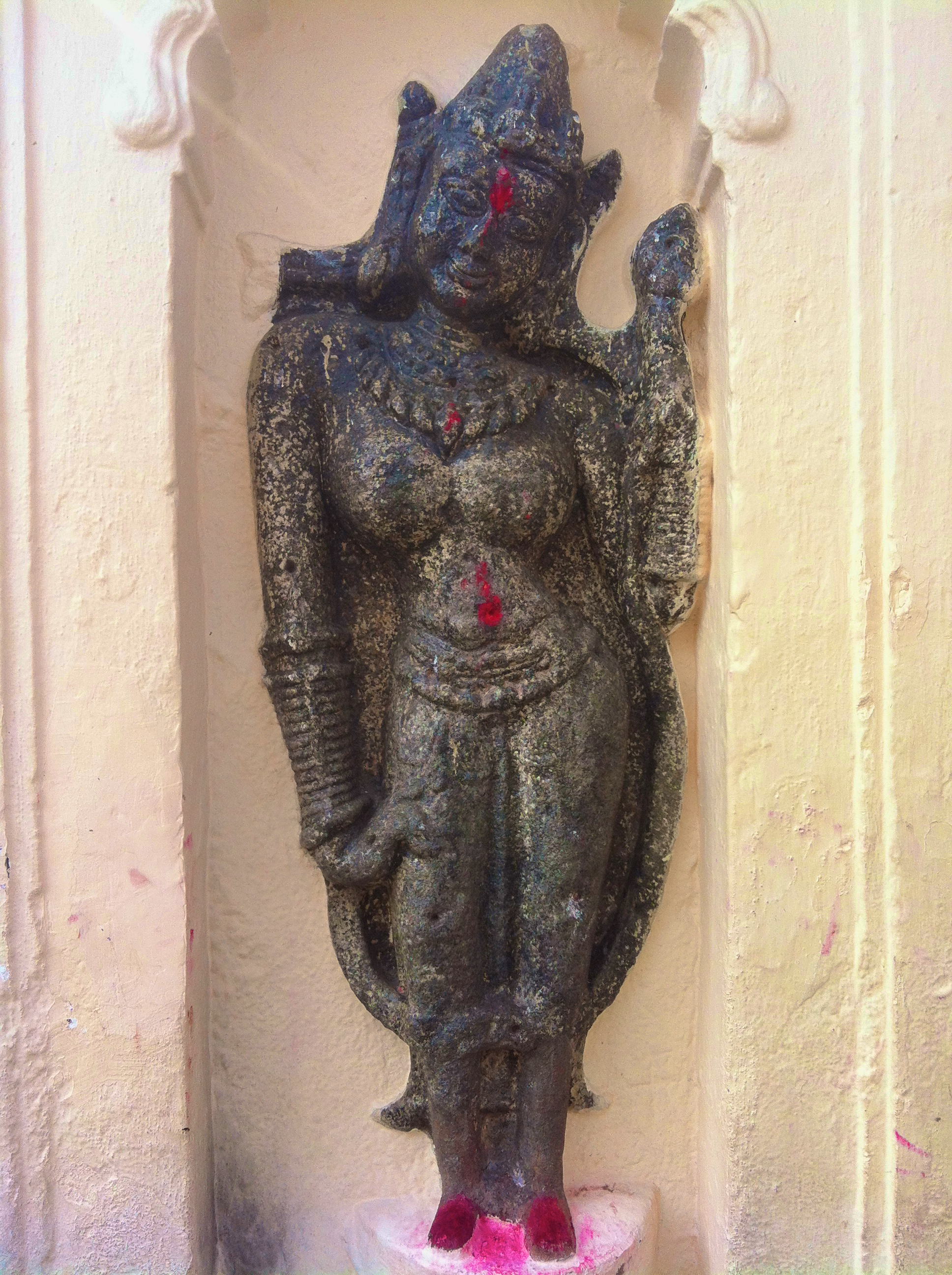
Кам'яні скульптури періоду Камарупа з високим рельєфом, вбудовані в стіни Натамандіри, побудованої Раджесваром Сінґгою протягом періоду Ахом.

Рудра Сінґга (1696—1714) запросив Крішнарама Бгаттачарію, відомого маганта секти Шакта, який жив у Маліпота, поблизу Сантіпура в районі Надія, пообіцявши йому опіку над храмом Камах'я; але саме його наступник і син Сіба Сінгга (1714—1744), ставши королем, виконав обіцянку. Магант і його наступники стали відомі як Парбатія Ґосаїни, оскільки вони проживали на вершині пагорба Нілачал. Багато священиків Камакх'я та сучасних сактів Ассаму є або учнями, або нащадками Парбатії Ґосаїнів, або Наті та На Ґосаїнів.

## Богослужіння

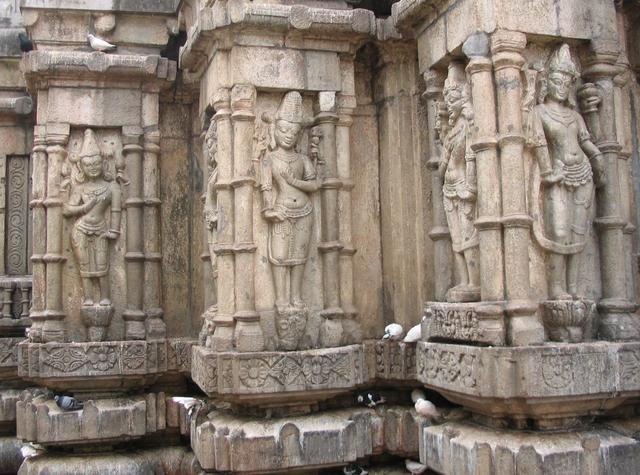
На храмі вирізьблені скульптури

Каліка Пурана, стародавній твір на санскриті, описує Камах'ю як віддаючу всім бажанням, юну наречену Шиви та дарувальника спасіння. Шакті відома як Камах'я. Тантра є основою для поклоніння на території цього стародавнього храму богині-матері Камах'ї .
Поклоніння всім жіночим божествам в Ассамі символізує «злиття вірувань і практик» арійських і неарійських елементів в Ассамі. Різні імена, пов'язані з богинею, є іменами місцевих арійських і неарійських богинь. Йогіні-тантра згадує, що релігія Йогіні Пітха походить від Кірати. За словами Баніканти Какаті, серед священиків, установлених Наранараяною, існувала традиція, згідно з якою ґаро, матрилінійний народ, відправляв поклоніння на попередньому місці Камах'я, приносячи в жертву свиней. Традиція жертвоприношень триває і сьогодні, коли щоранку приходять віддані з тваринами та птахами, щоб пожертвувати богині.
Богиням поклоняються відповідно до способів поклоніння вамачара («шлях лівої руки»), а також дакшиначара («шлях правої руки»). Підношення богині зазвичай складаються з квітів, але можуть становити жертвопринесення тварин. Загалом самки тварин звільняються від жертвоприношень, правило, яке послаблюється під час масових жертвоприношень.

## Легенди
Відповідно до «Каліка Пурани», храм Камах'я вказує на місце, де Саті таємно усамітнювалася для плотського союзу з Шивою, і це також було місце, де її йоні (статеві органи та лоно) впали після тандаву Шиви (танцю руйнування) з труп Саті. Це не підтверджено в Деві Бгагаваті, де перелічено 108 місць, пов'язаних із тілом Саті, хоча Камакх'я знаходить згадку в додатковому списку.
Йогіні Тантра, остання робота, ігнорує походження Камах'ї, наведене в Каліка Пурані, і пов'язує Камах'ю з богинею Калі та підкреслює творчий символізм йоні.
Через легендарне прокляття Богині члени королівської родини Кох Бігар не відвідують храм і відводять погляд, коли проходять повз.

## Фестивалі

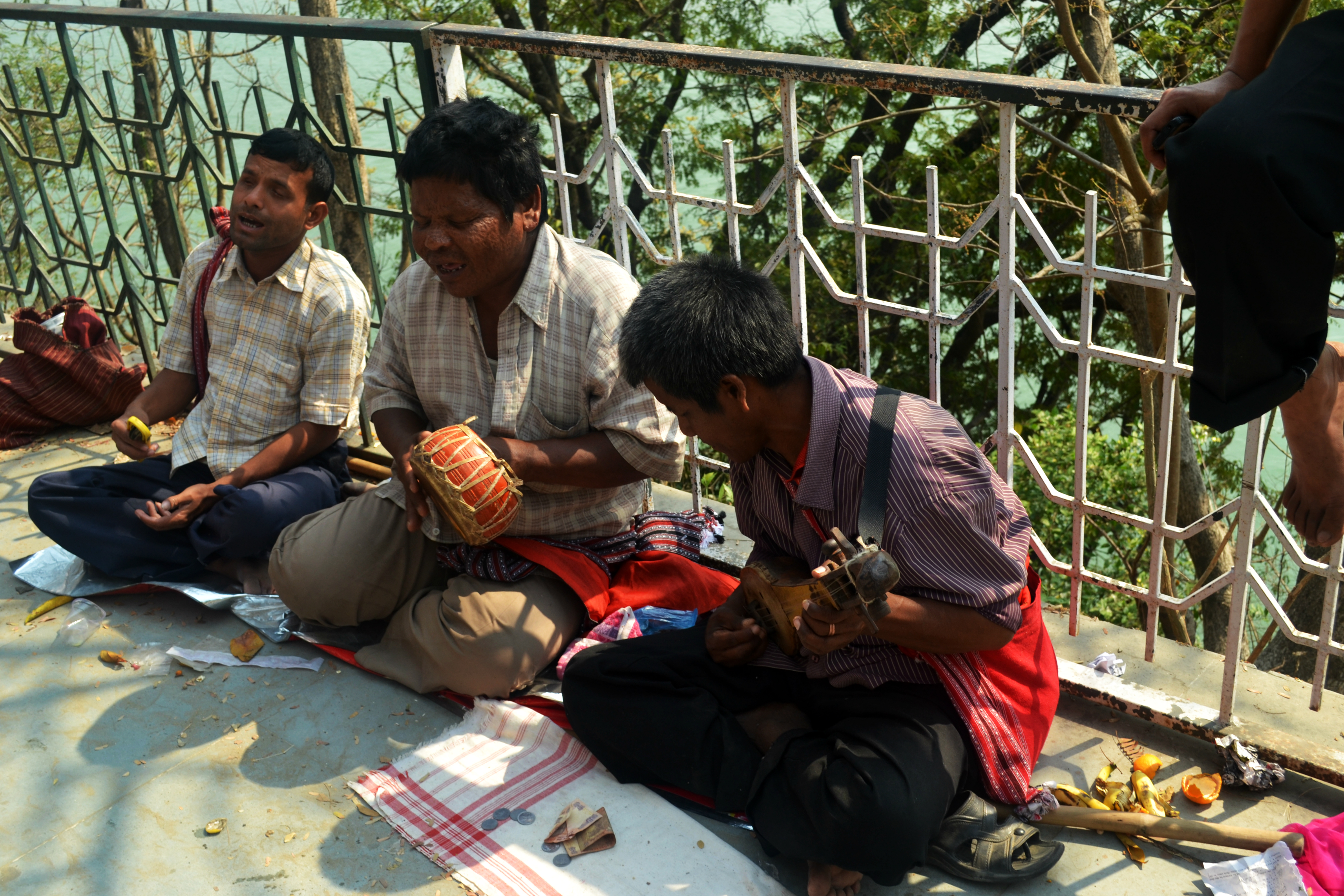
міні|Місцеві музиканти співають бгаджани в храмі Камах'я, Ґувагаті, Ассам

Будучи центром поклоніння тантри, цей храм приваблює тисячі прихильників тантри на щорічний фестиваль, відомий як Амбубачі Мела. Іншим щорічним святом є Манаша-Пуджа. Дурґа-Пуджа також святкується щорічно в Камах'ї під час Наваратрі восени. Цей п'ятиденний фестиваль збирає кілька тисяч відвідувачів.
Галерея

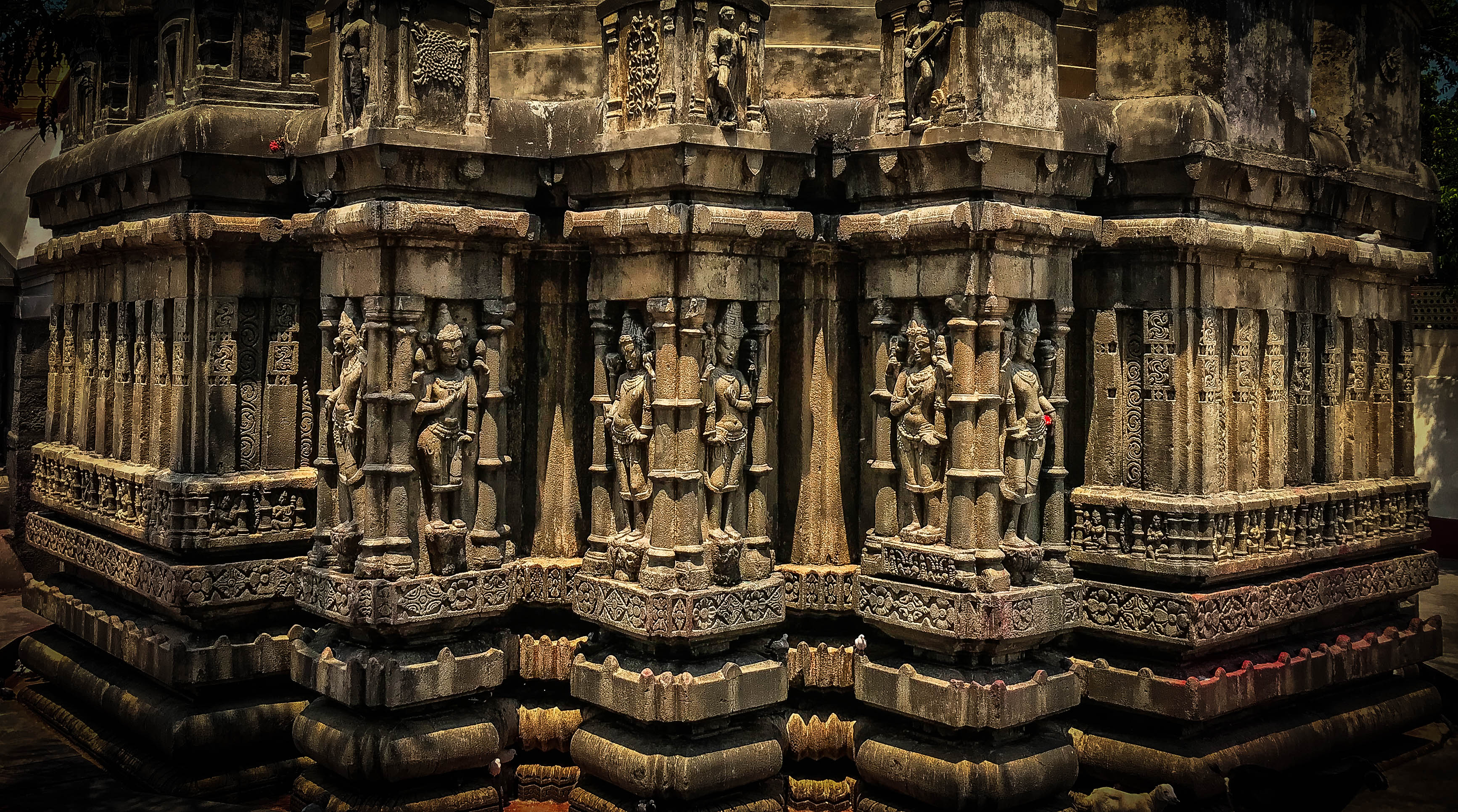
Адгістхана храму Камах'я
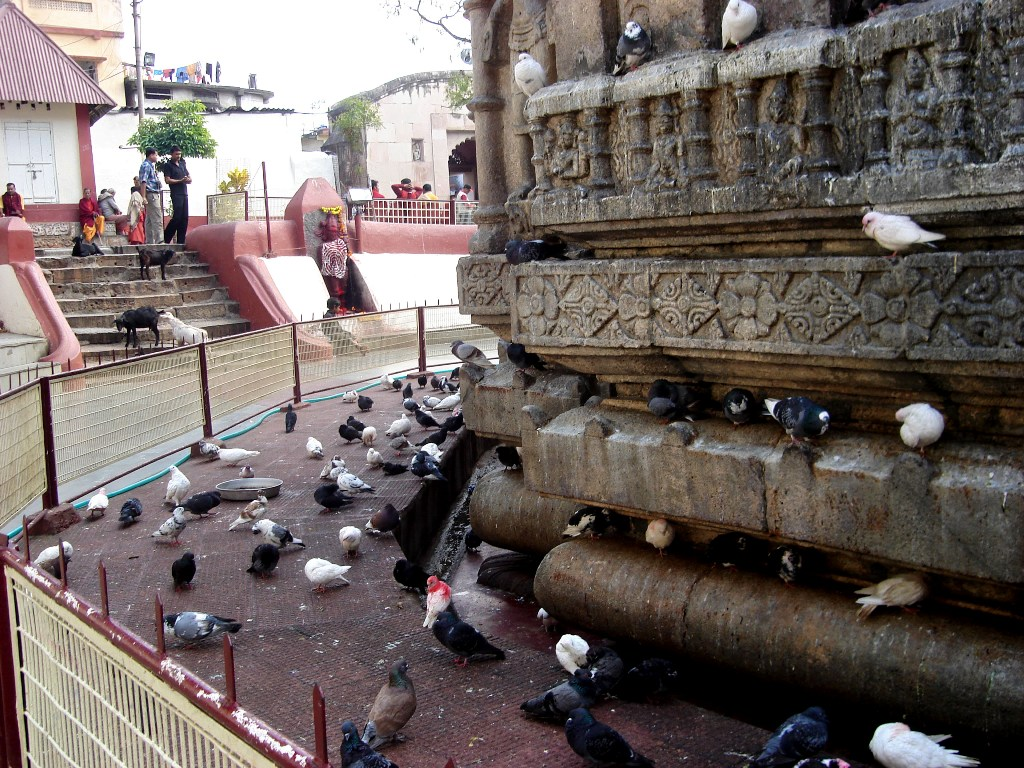
Адгістхана храму Камах'я вказує на те, що оригінальний храм був у стилі Нагара
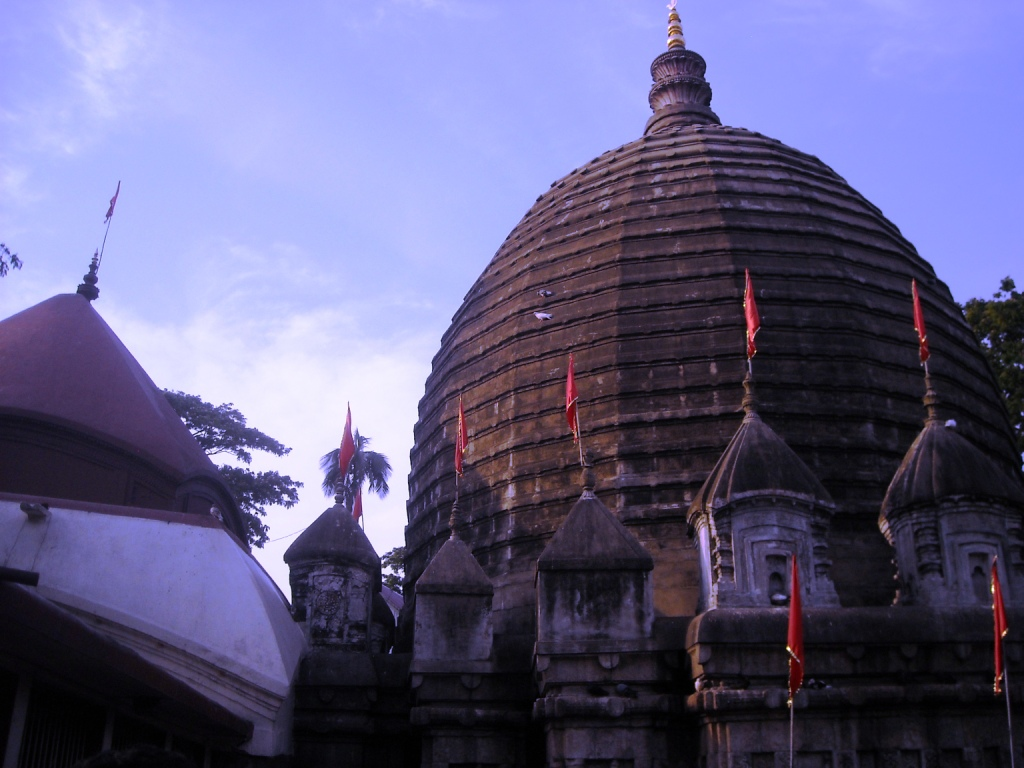
Шикхара, виготовлена з цегли, оточена скупченням ангашіхари бенгальської чарчали
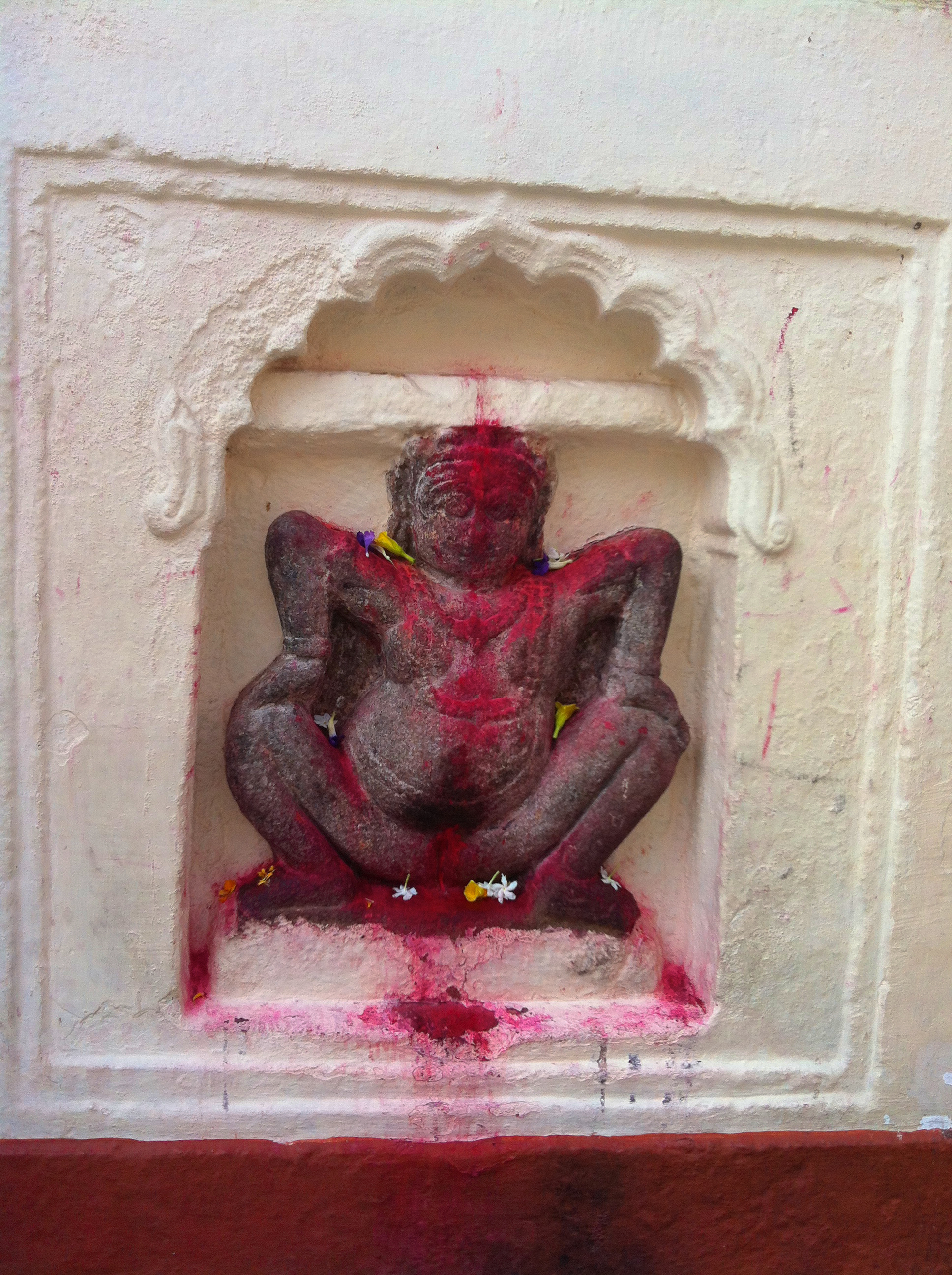
Ладжа Гаурі[47] на північній стіні Натмандіри.